# 北区立飛鳥中学校
北区立飛鳥中学校（きたくりつ あすかちゅうがっこう）は、東京都北区西ケ原三丁目にある公立中学校。

## 概要
- 全国的にも珍しい、学校の敷地内に貝塚がある学校である[2]。ただし、この西ヶ原貝塚は学校敷地内のため一般人は見学することが出来ず、構内に立ち入ることもできない。現地には説明板があるのみである。だが校舎内にも特に説明されるようなものはない。

## 沿革
- 1947年（昭和22年） - 開校[3]
- 1970年（昭和45年） - 新校舎竣工[3]
- 2017年（平成29年） - 創立70周年[3]
- 2022年（令和4年） - 新校舎竣工[3]